# Danil Prucev
Danil Igorevič Prucev (in russo Данил Игоревич Пруцев?; Mostovskoj, 25 marzo 2000) è un calciatore russo, centrocampista dello Spartak Mosca.

## Caratteristiche tecniche
È un centrocampista centrale.

## Carriera

### Club
Cresciuto nel settore giovanile del Čertanovo, ha esordito in prima squadra il 3 agosto 2017 disputando l'incontro di terza divisione vinto 2-0 contro la Dinamo San Pietroburgo-2. Vincitore del campionato al termine della stagione, il 17 luglio 2018 ha debuttato in PFN-Ligi pareggiando 1-1 contro il Rotor.
Ceduto al Kryl'ja Sovetov Samara nell'agosto 2020, un mese più tardi si è trasferito al Soči, con cui ha debuttato in Prem'er-Liga giocando l'incontro vinto 1-0 contro l'Achmat Groznyj del 12 settembre.

### Nazionale
Il 20 novembre 2023 realizza la sua prima rete in nazionale maggiore segnando un gol nell'amichevole contro Cuba (8-0).

## Statistiche
Statistiche aggiornate al 3 ottobre 2020.

### Presenze e reti nei club
| Stagione         | Squadra                | Campionato       | Campionato | Campionato | Coppe nazionali | Coppe nazionali | Coppe nazionali | Coppe continentali | Coppe continentali | Coppe continentali | Altre coppe | Altre coppe | Altre coppe | Totale | Totale | Totale |
| Stagione         | Squadra                | Comp             | Pres       | Reti       | Comp            | Pres            | Reti            | Comp               | Pres               | Reti               | Comp        | Pres        | Reti        | Pres   | Reti   |        |
| ---------------- | ---------------------- | ---------------- | ---------- | ---------- | --------------- | --------------- | --------------- | ------------------ | ------------------ | ------------------ | ----------- | ----------- | ----------- | ------ | ------ | ------ |
| 2018-2019        | Čertanovo-2            | 2D               | 5          | 0          |                 | -               | -               |                    | -                  | -                  |             | -           | -           | 5      | 0      |        |
| 2017-2018        | Čertanovo              | 2D               | 13         | 1          | CR              | 1               | 0               |                    | -                  | -                  |             | -           | -           | 14     | 1      |        |
| 2018-2019        | Čertanovo              | 1D               | 18         | 1          | CR              | 0               | 0               |                    | -                  | -                  |             | -           | -           | 18     | 1      |        |
| 2019-2020        | Čertanovo              | 1D               | 26         | 0          | CR              | 2               | 0               |                    | -                  | -                  |             | -           | -           | 28     | 0      |        |
| Totale Čertanovo | Totale Čertanovo       | Totale Čertanovo | 57         | 2          |                 | 1               | 0               |                    | -                  | -                  |             | -           | -           | 58     | 2      |        |
| ago. 2020        | Kryl'ja Sovetov Samara | 1D               | 6          | 0          | CR              | 1               | 0               |                    | -                  | -                  |             | -           | -           | 7      | 0      |        |
| 2020-2021        | Soči                   | PL               | 4          | 0          | CR              | 1               | 0               |                    | -                  | -                  |             | -           | -           | 5      | 0      |        |
| Totale carriera  | Totale carriera        | Totale carriera  | 72         | 2          |                 | 5               | 0               |                    | -                  | -                  |             | -           | -           | 77     | 2      |        |

### Cronologia presenze e reti in nazionale
| Cronologia completa delle presenze e delle reti in nazionale ― Russia | Cronologia completa delle presenze e delle reti in nazionale ― Russia | Cronologia completa delle presenze e delle reti in nazionale ― Russia | Cronologia completa delle presenze e delle reti in nazionale ― Russia | Cronologia completa delle presenze e delle reti in nazionale ― Russia | Cronologia completa delle presenze e delle reti in nazionale ― Russia | Cronologia completa delle presenze e delle reti in nazionale ― Russia | Cronologia completa delle presenze e delle reti in nazionale ― Russia |
| Data                                                                  | Città                                                                 | In casa                                                               | Risultato                                                             | Ospiti                                                                | Competizione                                                          | Reti                                                                  | Note                                                                  |
| --------------------------------------------------------------------- | --------------------------------------------------------------------- | --------------------------------------------------------------------- | --------------------------------------------------------------------- | --------------------------------------------------------------------- | --------------------------------------------------------------------- | --------------------------------------------------------------------- | --------------------------------------------------------------------- |
| 23-3-2023                                                             | Teheran                                                               | Iran                                                                  | 1 – 1                                                                 | Russia                                                                | Amichevole                                                            | -                                                                     | 87’                                                                   |
| 26-3-2023                                                             | San Pietroburgo                                                       | Russia                                                                | 2 – 0                                                                 | Iraq                                                                  | Amichevole                                                            | -                                                                     | 46’                                                                   |
| 20-11-2023                                                            | Volgograd                                                             | Russia                                                                | 8 – 0                                                                 | Cuba                                                                  | Amichevole                                                            | 1                                                                     | 46’                                                                   |
| 5-9-2024                                                              | Hanoi                                                                 | Vietnam                                                               | 0 – 3                                                                 | Russia                                                                | Amichevole                                                            | -                                                                     | 46’                                                                   |
| 15-11-2024                                                            | Krasnodar                                                             | Russia                                                                | 11 – 0                                                                | Brunei                                                                | Amichevole                                                            | -                                                                     | 77’                                                                   |
| 19-3-2025                                                             | Mosca                                                                 | Russia                                                                | 5 – 0                                                                 | Grenada                                                               | Amichevole                                                            | 1                                                                     |                                                                       |
| 10-6-2025                                                             | Minsk                                                                 | Bielorussia                                                           | 1 – 4                                                                 | Russia                                                                | Amichevole                                                            | -                                                                     | 62’                                                                   |
| Totale                                                                |                                                                       | Presenze                                                              | 7                                                                     |                                                                       | Reti                                                                  | 2                                                                     |                                                                       |

## Palmarès

### Club
- Campionato russo di terza divisione: 1

Čertanovo: 2017-2018